# 부계불확실성
부계불확실성(父系不確實性, 영어: paternal uncertainty)은 부성불확실성(父性不確實性)으로도 부르며 아버지가 자신의 자녀가 나의 자녀가 아닐지도 모른다고 의심하여 어머니보다 자녀를 덜 보살피는 현상이다. 영미권에서는 Mother's baby, father's maybe라는 문구로 표현되기도 한다. 이는 결혼 제도가 인간의 본능과 권리를 침해하는 것을 뒷받침하는 하나의 근거로도 활용되고 있다.
부계불확실성은 결혼 제도와도 밀접한 관련이 있는데, 부계불확실성에 대한 보완으로 결혼 제도가 생겨났으며 간통, 혼전 성교, 혼외 정사에 대한 처벌 근거가 마련되어 왔으나 결혼 전후에 혼전 성교, 혼외 정사 등이 계속 존재하였으므로 결혼제도의 존재에 대한 회의적인 시각이 존재해왔다. 19세기 여성주의가 본격 등장한 이후에는 결혼이 여성의 권리를 침해한다는 비판이 제기되었고, 1960년대 이후에는 부계불확실성을 근거로 미국, 프랑스 등지에서는 결혼 제도가 남성에게도 폭력적이라는 점이 지적, 결혼에 대한 비판이 나타나기 시작했다.

## 개요
인류는 아버지의 정자와 어머니의 난자가 결합해서 자녀를 번식하는 데 어머니의 뱃속에서 10여달의 임신기간을 거쳐서 출산하므로 어머니는 누구인지 확실한데 아버지는 누구인지 확신할 수가 없다. 따라서 결혼 제도에 대해서 비판, 회의적인 견해의 근거로 주로 인용되고 있다.
동물의 경우 자신의 새끼가 아니라고 판단되면 바로 물어죽이거나 굶어죽게 한다. 그러나 인간에게는 윤리 문제가 제기되므로 아이를 살해하지는 않는다. 그러나 태어나는 아이가 나의 자녀가 아닐 가능성을 언제나 염두에 두어야 하는 만큼 부성애는 모성애에 미치지 못하는 것이다. 그리하여 여성 혹은 여성의 주변 인물들은 의도적으로 태어난 아이가 아빠를 많이 닮았다는 말을 덕담처럼 건네는데 이것은 만약에 있을 여성의 외도를 대비한 의도적인 발언으로 이해된다.
반면 여성은 10여달의 임신기간끝에 자녀를 출산하므로 나의 자녀임을 확신하여 모성불확실성은 없는 것이다. 부계불확실성은 여성들의 계모의 본처 자녀 학대 문제와 비견되기도 한다.

## 결혼 제도
부계불확실성을 없애거나 최대한 줄이기 위해 인류는 농경 사회 이후 정착단계에 이르러 결혼이라는 제도를 발명해냈다. 고대 국가에 이르러서는 첩을 거느리는 것이 법률로 규정되었고, 타인의 아내나 첩을 간통, 강간했을 경우 국가에 따라 최대 사형을 처하는 규정도 만들어냈다.
이에 따라 아내와 어머니의 외도를 의심하는 남자들이 꾸준히 존재했고, 중세 사회에서는 외도한 여성, 외도혐의가 있는 여성 역시 종교재판, 마녀사냥의 희생자가 되었다. 동양에서도 간통한 여자에 대해 가족, 남편, 자식들이 살해하는 것을 용납하거나 묵인해왔다.
19세기 이후 여성주의자들을 비롯한 일각에서는 결혼이 여성을 구속하고 여성의 인격을 침해한다는 점과 결혼제도가 여성의 자유로운 연애, 사랑을 할 권리를 침해한다는 비판 여론이 꾸준히 제기되어 왔다.

## 같이 보기
| - 어머니 - 아버지 - 유전자 검사 - 친자확인검사 - 혼전 성교 - 혼외정사 - 진화심리학 | - 인간의 성 - 결혼 - 자유 연애 - 동거 |